# Большие Волки
Большие Волки — деревня в Арбажском районе Кировской области. 

## География
Находится на расстоянии примерно 18 километров по прямой на север-северо-восток от районного центра поселка Арбаж.

## История
Известна была с 1873 года как деревня над речкой Кокшагой верхней (Волки), в которой учтено было дворов 28 и жителей 211, в 1905 (починок с тем же названием) 48 и 296, в 1926 (уже деревня Волки) 66 и 334, в 1950 53 и 200, в 1989 было учтено 122 постоянных жителя. Нынешнее название утвердилось с 1939 года. До января 2021 года входила в состав Сорвижского сельского поселения до его упразднения.

## Население
Постоянное население составляло 19 человек (русские 100%) в 2002 году, 1 в 2010.